# 東京都小学校PTA協議会
一般社団法人東京都PTA協議会（いっぱんしゃだんほうじんとうきょうとピーティーエーきょうぎかい）は、東京都に存在する一般社団法人。現在の名称は「一般社団法人東京都PTA協議会」
1948年発足（発足当時の名称は「東京都父母と先生の会連合会」）。社団法人化は1987年。略称は都小P。2012年4月1日に一般社団法人へ移行。2022年度の加盟校は191校。
2022年7月に日本PTA全国協議会の退会を決議、2023年3月をもって退会。
2023年1月小中一貫校へのサービス提供を目的に一般社団法人東京都PTA協議会に名称変更。略称は都Pに変更。4月より会員制度を廃止し、都内全公立小学校PTA及び公立小中一貫校PTAにサービス提供開始。（ユーザー登録のみ必要・会費無し・動員なし）
東京都全体の小学校PTAを総括している団体（上部組織）ではない。昭和34年（1959年）時点では東京23区および多摩地区と大島で構成されていたが、平成2年（1990年）では20区および島嶼部・一市一村で構成。平成17年（2005年）度は、区部の参加は7区になっている。平成17年度の時点で新宿区・中野区・練馬区・板橋区の4区の各小学校PTA連合会は、都小Pの会計の不明瞭さ、役員との意見の食い違いや役員人事への不信感などを理由に、都小Pから脱退している。
世田谷区PTAに関わった経験がある作家の川端裕人によれば、年度については言及していないが、都小Pは世田谷区を含む5区4島の小学校PTA団体で構成されており、都小Pが都全体のPTAを代表しているとは言い難いとしている。

## 活動
- 2010年3月に東京都青少年健全育成条例改正の早期成立の要望書を提出。6月、12月にも同様の提言を行なっている[1][5]。
  - 3月の提出に関して川端裕人が世田谷区PTA担当セクションに確認したところでは、都小Pから資料を提出され情報共有したのみで、「非実在青少年の規制」に積極的に支持を表明したわけではないとの返答があった。荒川区、足立区も同様[6]。これをもって川端は、都小Pの意見が都の保護者の意見を代表しているというのは幻想だ、としている。